# Longyan
Longyan (cinese: 龙岩; pinyin: Lóngyán) è una città con status di prefettura della provincia di Fujian, in Cina.

## Geografia antropica

### Suddivisioni amministrative
La prefettura di Longyan è a sua volta divisa in 1 distretto, 1 città e 5 contee.
- Distretto di Xinluo (新罗区)
- Zhangping (漳平市)
- Contea di Changting (长汀县)
- Contea di Yongding (永定县)
- Contea di Shanghang (上杭县)
- Contea di Wuping (武平县)
- Contea di Liancheng (连城县)